# Cadre-47/2-Europameisterschaft der Junioren 1983/84
Die Cadre-47/2-Europameisterschaft der Junioren 1984 war das 8. Turnier in dieser Disziplin des Karambolagebillards und fand vom 12. bis zum 15. April 1984 in Menen statt. Die Meisterschaft zählte zur Saison 1983/84.

Logo CEB (ausrichtender Verband)

## Geschichte
Mit allen Turnierbestleistungen gewann der Niederländer Harry van de Ven verdient den Titel. Der Velberter Volker Simanowski, der als einziger den Titelträger besiegen konnte, wurde Zweiter vor dem Belgier Pascal van Brabandt.

## Modus
Gespielt wurde in einer Finalrunde „Jeder gegen Jeden“ bis 200 Punkte.
1. MP = Matchpunkte
2. GD = Generaldurchschnitt
3. HS = Höchstserie

## Finalrunde
| MP    | Match Points (Sieger = 2; Unentschieden = 1; Verlierer = 0) |
| Pkte. | Erzielte Karambolagen                                       |
| Aufn. | Benötigte Versuche                                          |
| GD    | Generaldurchschnitt                                         |
| BED   | Bester Einzeldurchschnitt eines Spielers                    |
| HS    | Höchstserie                                                 |
|       | Bester GD des Turniers                                      |
|       | Bester ED des Turniers                                      |
|       | Beste HS des Turniers                                       |
|       | 1. Platz (Gold)                                             |
|       | 2. Platz (Silber)                                           |
|       | 3. Platz (Bronze)                                           |

| Platz                      | Name                | MP   | Pkte | Aufn. | GD    | BED    | HS  |
| -------------------------- | ------------------- | ---- | ---- | ----- | ----- | ------ | --- |
| 1                          | Harry van de Ven    | 12:2 | 1340 | 25    | 53,60 | 200,00 | 200 |
| 2                          | Volker Simanowski   | 10:4 | 1268 | 43    | 29,48 | 100,00 | 199 |
| 3                          | Pascal van Brabandt | 10:4 | 1205 | 50    | 24,10 | 50,00  | 148 |
| 4                          | Luigi Natale        | 10:4 | 1183 | 59    | 20,05 | 33,33  | 114 |
| 5                          | Marc Massé          | 8:6  | 1012 | 52    | 19,46 | 40,00  | 114 |
| 6                          | José Albert         | 4:10 | 838  | 58    | 14,44 | 16,66  | 58  |
| 7                          | Thierry Verheist    | 2:12 | 630  | 50    | 12,60 | 28,57  | 129 |
| 8                          | Georg Schmied       | 0:14 | 583  | 49    | 11,89 | -      | 68  |
| Turnierdurchschnitt: 20,87 |                     |      |      |       |       |        |     |